# Simón Febrer
Simón Febrer Serra (Felanich, Baleares, 18 de mayo de 1895 - Felanich, 27 de enero de 1989) fue un ciclista español que compitió a principios del siglo XX. Fue campeón de España de ciclismo en 1915 y 1918. Se vio involucrado en una acusación de fraude y decidió emigrar a Francia. Volvió en el 50 y murió en Felanich, donde había nacido.
Participó con dieciocho años en la primera edición de la Vuelta a Mallorca y ganó la primera etapa disputada entre Palma y Manacor.

## Palmarés
- 1913
  - 3º en la Vuelta a Mallorca y vencedor de una etapa
- 1914
  -  Campeón de España Detrás moto stayer
- 1915
  -  Campeón de España en ruta
  -  Campeón de España Detrás moto stayer
- 1916
  -  Campeón de España Detrás moto stayer
- 1918
  -  Campeón de España en ruta
  -  Campeón de España Detrás moto stayer